# Langrolay-sur-Rance
Langrolay-sur-Rance é uma comuna francesa na região administrativa da Bretanha, no departamento Côtes-d'Armor. Estende-se por uma área de 5,26 km². Em 2010 a comuna tinha 980 habitantes (densidade: 186,3 hab./km²).